# Irina Vlah
Irina Vlah (ur. 26 lutego 1974 w Komracie) – mołdawska polityk i prawniczka pochodzenia gagausko-bułgarskiego, posłanka do Parlamentu Republiki Mołdawii, w latach 2015–2023 baszkan Gagauzji.

## Życiorys
W 1996 ukończyła studia prawnicze na Universitatea de Stat din Comrat. Do 2003 pracowała w inspekcji podatkowej w administracji Gagauzji. Następnie przez dwa lata kierowała departamentem prawnym komitetu wykonawczego autonomii. W 2008 doktoryzowała się w Mołdawskiej Akademii Nauk.
Była działaczką Partii Komunistów Republiki Mołdawii. Kierowała jej strukturami okręgowymi, od 2007 do 2015 wchodziła w skład komitetu centralnego, a od 2010 do 2015 zasiadała w politycznym komitecie wykonawczym. W wyborach w 2005 po raz pierwszy dostała się do parlamentu z ramienia komunistów. Z powodzeniem ubiegała się o reelekcję w wyborach w kwietniu 2009, lipcu 2009, 2010 i 2014.
W 2010 bezskutecznie kandydowała na baszkana Gaugazji. Została wybrana na stanowisko w marcu 2015, zdobywając wówczas 51% głosów (32 543 głosy). Z urzędu weszła w skład mołdawskiego rządu. W wyborach w 2019 uzyskała reelekcję w pierwszej turze (z poparciem około 92% głosów). Urząd ten sprawowała do 2023.
Irina Vlah głosiła poglądy prorosyjskie, była popierana przez Partię Socjalistów Republiki Mołdawii.
W 2024 kandydowała jako niezależna w wyborach na urząd prezydenta Mołdawii; w pierwszej turze otrzymała 5,4% głosów, zajmując 4. miejsce wśród 11 kandydatów.